# Messe Erfurt

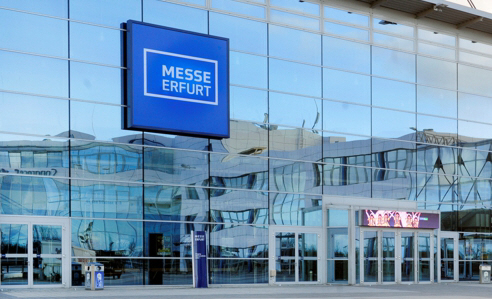
Messe Erfurt GmbH

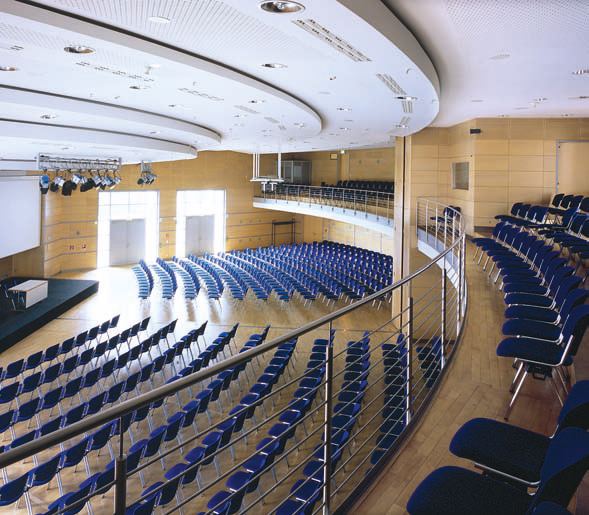
Der Carl-Zeiss-Saal im Kongresszentrum der Messe

Die Messe Erfurt ist das Messegelände im Westen der Thüringer Landeshauptstadt Erfurt. Es liegt außerhalb des Stadtzentrums nahe dem Flughafen Erfurt-Weimar an der B 7. Als zweitgrößter Messestandort in den neuen Bundesländern hat sich der Standort als Forum für Unternehmen, Wissenschaftler, Mediziner, Gewerkschaften und viele weitere Institutionen in der Mitte Deutschlands etabliert.

## Das Messegelände

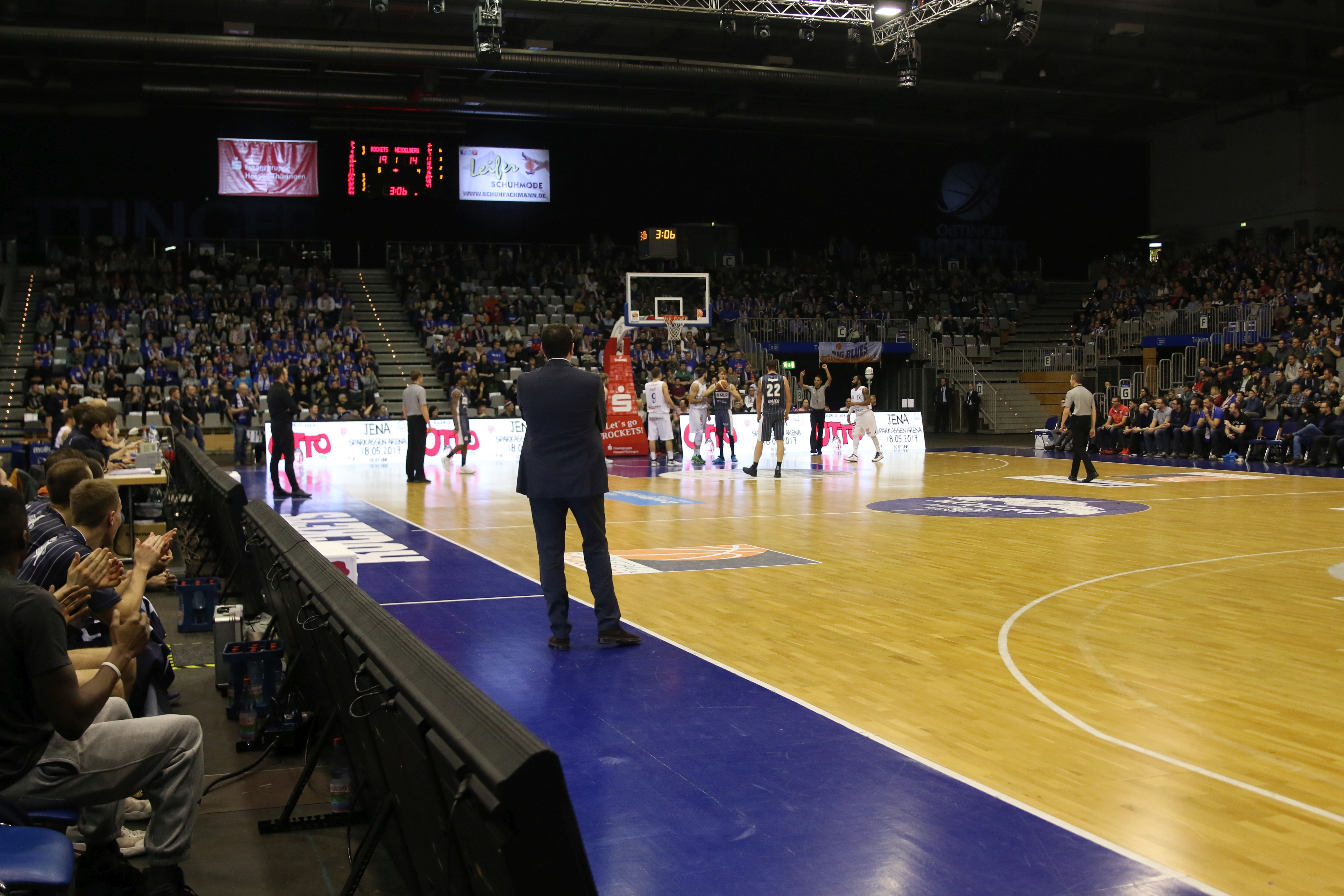
Basketballspiel der Rockets in der Messe Erfurt

Betreiber der Messe Erfurt ist die Messe Erfurt GmbH.
Das Messegelände erstreckt sich mit einer Bruttofläche von 46.670 Quadratmetern über drei Hallen, das Congress Center sowie das Freigelände.
In den zwei Messehallen mit je 7.000 m² werden hauptsächlich Messen, Konzerte und Ausstellungen durchgeführt. Konzerte mit bis zu 12.500 Personen sowie Konferenzen mit bis zu 5.200 Personen finden regelmäßig in der Halle 1 (Mehrzweckhalle) statt. Die Messe Erfurt verfügt insgesamt über 25.070 m² überdachte Ausstellungsfläche (eine Mehrzweckhalle, zwei Messehallen und das Congress Center) und 21.600 m² Freigelände und ist damit der zweitgrößte Messestandort in den neuen Bundesländern.
Kongresse, Events und Tagungen mit bis zu 1.600 Personen finden ganzjährig im angeschlossenen Congress Center der Messe Erfurt statt. Das Congress Center umfasst sieben Tagungsräume, die auf bis zu 12 Räume teilbar sind. Im Carl-Zeiss-Saal, dem größten Raum des Congress Center, finden bis zu 726 Personen Platz. In der dritten Etage befindet sich ein multifunktionaler Panoramasaal, der einen Blick über Erfurt ermöglicht.
Seit Juni 2022 findet sich mit dem LÉGÈRE HOTEL eine direkt ans Messegelände angrenzende Übernachtungsmöglichkeit.

## Geschichte Erfurts als Messestandort
Erfurt erhielt 1331 von Kaiser Ludwig das Messeprivileg. Im 14. und 15. Jahrhundert erreicht die Stadt mit etwa 20.000 Einwohnern ihre wirtschaftliche, politische und geistig-kulturelle Blüte und wird eine Fernhandelsstadt von europäischem Rang. Ende des 15. Jahrhunderts sinkt durch die Verlagerung der Handelswege und die Erteilung der Messeprivilegien an Leipzig die Wirtschaftskraft der Stadt. 1950 lebt die Messetradition mit der Internationalen Gartenbauausstellung wieder auf.

## Entwicklung

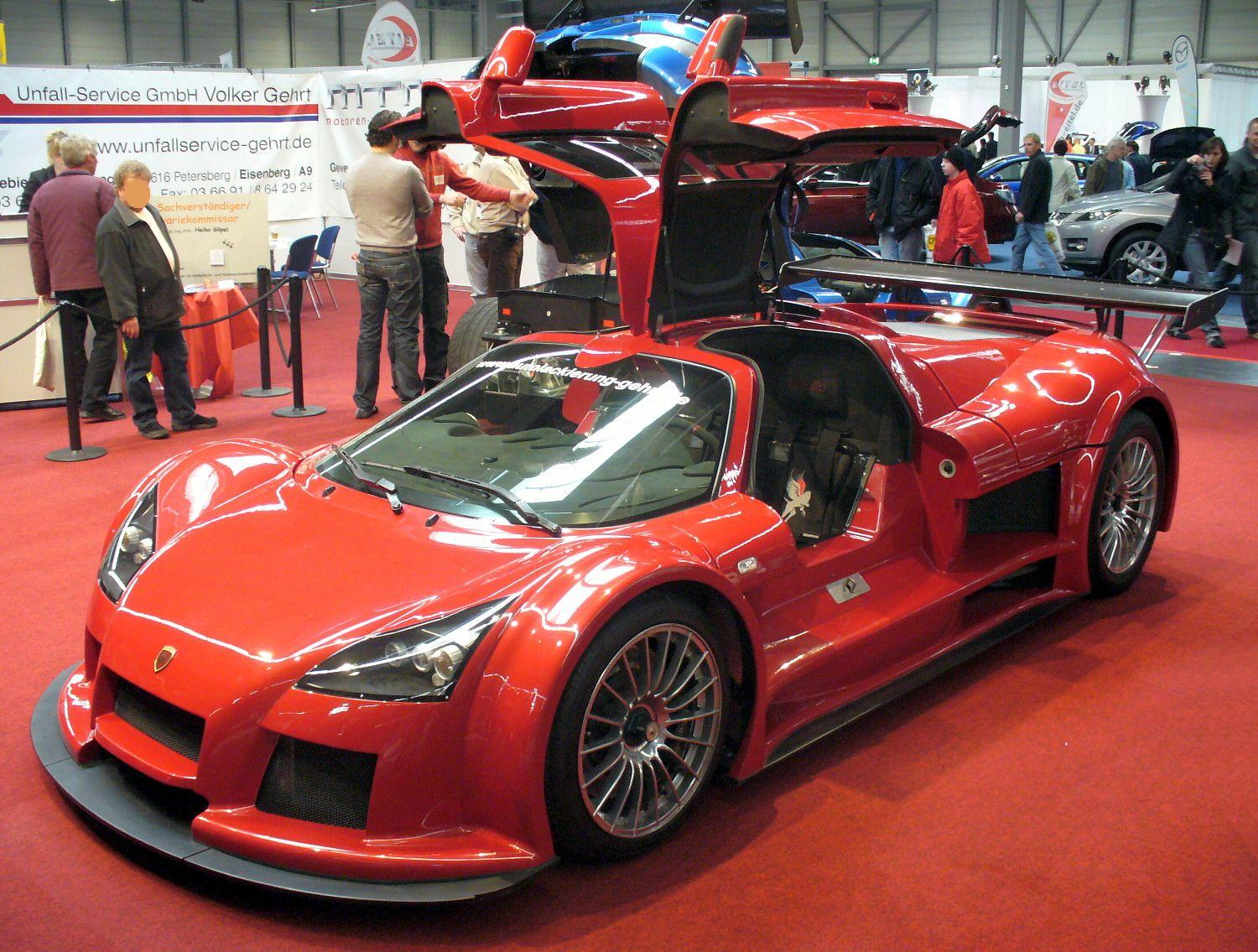
Der in Altenburg, Thüringen hergestellte Gumpert Apollo auf der Automobil- und Tuningmesse Erfurt

Messen und Ausstellungen, Kongresse und Tagungen sowie Events und Konzerte finden auf dem zweitgrößten Messeplatz in den neuen Bundesländern statt.
Beispiele für Messen sind z. B. Reisen & Caravan, die Landwirtschaftsmesse Grüne Tage Thüringen, die Messe Reiten-Jagen-Fischen, die inoga – Fachmesse für Branchen der Gastlichkeit, die sport.aktiv und die Modell Leben – die Thüringer Modellbaumesse. Zu den neueren Konzepten gehört z. B. die Rapid.Tech 3D oder die StyleCom.
Ein Beispiel für ein Open-Air-Konzert war das bis 2012 alljährlich stattfindende Festival Mega Rock in die Ferien. Mehrfach wurde Wetten, dass..?, sowie Events wie beispielsweise die ARD-Boxgala und zahlreiche MDR-Shows in den Hallen der Erfurter Messe produziert und z. T. live gesendet. Im Juli 2022 fand erstmals das Festival Sommerpalooza auf dem Messegelände statt und zeigte Künstler wie die Beatsteaks oder Thees Uhlmann.
Am 15. Februar 2008 fand zum ersten Mal die Automobil- und Tuningmesse Erfurt als einzige Automobilausstellung Thüringens statt.
Zu den größten Events zählte z. B. die BUJU 2013, das Christival 2022 sowie die Konzerte der Bands und Künstler Die Toten Hosen, David Garrett und Depeche Mode.
Neben Konzerten und Events finden auch Tagungen und Kongresse auf dem Gelände der Messe Erfurt statt. Dazu gehörten unter anderem das SAP-Forum, der Thüringer Heilpraktiker-Tag, Pädiatrie zum Anfassen und der Jahreskongress des Deutschen Bundesverbandes für Logopädie e. V.
Anlässlich der Flüchtlingskrise in Europa 2015 stellte die Messe Erfurt von September bis Oktober 2015 für sechs Wochen zwei Messehallen zur Unterbringung von bis zu 1.200 Flüchtlingen bereit.
Seit 2018 findet mit der MAG auch eine Gaming-Messe in Erfurt statt. Coronabedingt wurde die Messe 2020 und 2021 digital vom Messegelände aus abgehalten.

## Kapazitäten
| Ausstellungsfläche | Bruttofläche |
| ------------------ | ------------ |
| Überdachte Flächen | 25.070 m²    |
| Freigelände        | 21.600 m²    |
| Gesamtfläche       | 46.670 m²    |
| Parkplätze         | 3.500        |

## Nachhaltigkeit

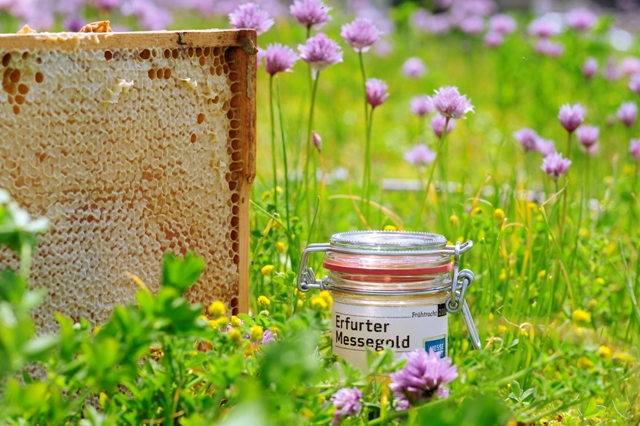

Das Gelände der Messe Erfurt wird sowohl für Kongresse und Tagungen, Messen und Ausstellungen und Konzerte und Events genutzt. Die Gebäude sind im Hinblick auf eine ökologisch-ökonomischen Gebäudeinfrastruktur konstruiert und verfügen über eine Dachbegrünung. Weiterhin setzt die Messe Erfurt auf 100 Prozent Ökostrom. Darüber hinaus wurden mit Unterstützung des Landesverbandes Thüringer Imker e. V. auf dem Dach der Messe Erfurt fünf Bienenvölker angesiedelt.

## Verkehrsanbindung

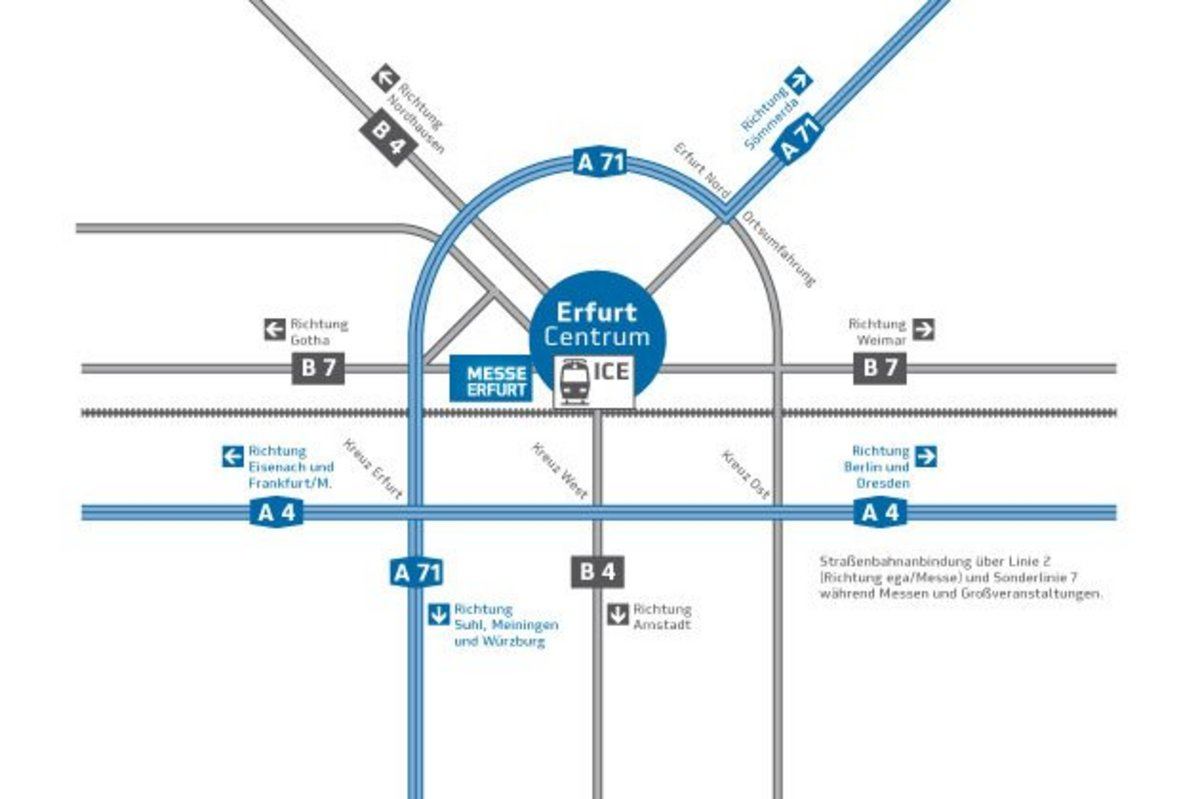
Anreise zur Messe Erfurt

### Auto
Auf dem Gelände der Messe Erfurt stehen rund 3.500 Parkplätze zur Verfügung.

### ÖPNV
Die Messe Erfurt ist über die Stadtbahnlinie 2 der Erfurter Verkehrsbetriebe an die Innenstadt angebunden. Unmittelbar am Messegelände ermöglicht ein P+R-Parkplatz den Umstieg auf die Stadtbahn. Es bestehen zusätzlich Busanschlüsse ins westliche Umland von Erfurt.

### Eisenbahn
Der Erfurter Hauptbahnhof ist eingebunden in das Fernverkehrsnetz der Deutschen Bahn AG.